# Gyrus de Heschl
Le gyrus de Heschl ou gyrus temporal transverse est un gyrus du lobe temporal du cortex cérébral. Il est situé sur la face supérieure du gyrus temporal supérieur, dans la profondeur de la scissure de Sylvius, et s'enfonce dans le cerveau jusqu'à l'insula. Il se place dans un plan axial, en arrière de la partie postérieure de l'opercule rolandique et de l'insula.
Il est constitué d'une et parfois deux petites circonvolutions cylindriques qui suivent une direction antéro-postérieure, partant de la surface latérale vers la profondeur. Sa limite antéro-interne est constituée par le sillon marginal postérieur de l'insula. Sa limite postérieure est constituée par un sillon parallèle au sillon marginal postérieur de l'insula, nommé sillon de Heschl.
Le gyrus de Heschl contient l'aire auditive primaire. Mais lorsqu'il est constitué de deux circonvolutions, seule la plus antérieure correspond à cette aire auditive primaire, la postérieure est constituée de cortex auditif associatif.
| |                                                                                           |
| (fig. 1) Coupe coronale | (fig. 2) Face supérieure de T1 après résection d'une partie des lobes frontal et pariétal |
| |                                                                                           |
| (fig.3) Vue de la face supérieure de T1 et de l'insula après résection d'une partie du lobe frontal et pariétal 1,2,3 : les cinq gyri de l'insula 4 : gyrus temporal transverse (de Heschl) | Coupe sagittale                                                                           |